# De administrando imperio
De administrando imperio är ett verk som vill beskriva ett rikes styrelse och administration. Det författades av den bysantinske kejsaren Konstantin Porphyrogennetos under 900-talet. I detta verk nämns även nordbornas eller vikingarnas aktiviteter i Östeuropa. Det berättas bland annat om Dneprforsarnas nordiska namn.